# Prêtre ouvrier
Pour les articles homonymes, voir Prêtre.
Un prêtre ouvrier, ou plus tard prêtre au travail, est un prêtre catholique inséré dans la vie professionnelle, notamment en tant que salarié. Lancé dans les années 1940-1950, le mouvement des prêtres ouvriers fut qualifié par le dominicain Marie-Dominique Chenu de « plus grand événement religieux depuis la Révolution française ». L'expérience suscite les réticences du Saint-Siège, qui impose des restrictions dès 1954 puis une interruption complète en 1959. Après le concile Vatican II (1965), Paul VI autorise à nouveau ces « établis ».

## Origines
Émile Poulat évoque des initiatives individuelles de prêtres ouvriers au début du XXe siècle (Charles Boland, ingénieur puis prêtre liégeois, descend à la mine de Seraing en 1921, Michel Lémonon devient mineur à Saint-Étienne en 1935) dans la tradition du catholicisme social, ces prêtres étant confrontés à la déchristianisation et à la misère des ouvriers dans les villes à la suite de la révolution industrielle.
L'entre-deux-guerres voit la naissance de l'Action catholique, notamment la Jeunesse ouvrière chrétienne (JOC) au sein de laquelle des aumôniers considèrent que la paroisse traditionnelle est devenue essentiellement bourgeoise : centrés sur les problèmes matériels, les exigences liturgiques et la pastorale des œuvres, les prêtres se seraient coupés du milieu ouvrier, perçu comme massivement déchristianisé. Il appartient dès lors à des militants de les évangéliser tout en prolongeant cet engagement dans des structures syndicales, toujours au nom de leurs convictions religieuses.
Lors de la Seconde Guerre mondiale, de nombreux prêtres et séminaristes sont mobilisés, voire réquisitionnés. Ils sont confrontés aux réalités du quotidien de la guerre (camps de prisonniers ou de déportation, résistance, STO) et réagissent face à l'épiscopat français qui est dans la première partie de la guerre maréchaliste.
En 1942, Jacques Loew devient le premier prêtre à travailler comme ouvrier en tant que docker au port de Marseille pendant trois ans,,. La même année, Charles Boland est autorisé par Louis-Joseph Kerkhofs à travailler en usine. En 1943, deux abbés, Henri Godin et Yvan Daniel, publient un livre intitulé France, pays de mission ? qui constate la forte déchristianisation d'une partie des milieux ouvriers en France, notamment en région parisienne. 100 000 exemplaires sont vendus en quatre ans. Dans le même temps, des prêtres catholiques qui ont accompagné des travailleurs en Allemagne dans le cadre du STO témoignent de leur vie au milieu des travailleurs.
Sur le modèle de la Mission de France, le cardinal Emmanuel Suhard crée en 1943 la Mission de Paris, destinée spécifiquement à former des prêtres pour la classe ouvrière parisienne.

## L'après-guerre
Après 1945, un certain nombre de prêtres commencent à vivre leur ministère en usine. Ils voient leur présence dans ce milieu comme le moyen de vivre les valeurs évangéliques de partage et de fraternité avec les travailleurs. Épousant les points de vue de leurs collègues, ils s'engagent dans les associations, syndicats (essentiellement la CGT) et même partis politiques, ce qui provoque la méfiance de la hiérarchie. Bien que non membres du Parti communiste, ils manifestent régulièrement à ses côtés en dépit d'un décret du Vatican qui le leur interdit en juillet 1949, et participent aux grèves, deux d'entre eux étant même arrêtés le 28 mai 1952 au cours de la manifestation contre le général Ridgway, commandant des forces de l'ONU en Corée. Sur le même modèle que les prêtres ouvriers, dans les villes portuaires, des prêtres marins apparaissent et des prêtres agricoles dans les campagnes. L'écrivain chrétien Gilbert Cesbron popularise la thématique des prêtres ouvriers dans son roman Les saints vont en enfer (1952), véritable succès de librairie.
Désapprouvant la proximité croissante des "P-O" avec le PCF et la CGT, le pape Pie XII impose en 1954 de fortes restrictions à l'expérience en limitant la durée du travail à trois heures par jour et en interdisant l'engagement syndical,. Ils sont alors une centaine, et l'Église craint entre autres leur imprégnation par le Parti communiste français. La plupart obéissent et démissionnent de leurs emplois, mais quelques-uns restent au travail, en se mettant ainsi consciemment en faute vis-à-vis de l'Église. Et en 1959 Le pape Jean XXIII, très attaché à la conception traditionnelle du sacerdoce décide une suppression complète du travail en usine et étend cette mesure aux prêtres marins de la Mission de la mer.
La situation se retourne en 1965, après le concile Vatican II : le 23 octobre 1965, le pape Paul VI autorise à nouveau aux prêtres le travail dans les chantiers et les usines. Ils sont alors organisés sous la responsabilité de la Mission ouvrière. En 1976, ils atteignent le nombre de 800 en France. De façon saisissante, malgré la différence d'approche, cette expérience est analogue à celle des trotskystes ou, dans les années 1970, des maoïstes qui s'« établissent » en usine. Elle eut une certaine influence sur la théologie de la libération en Amérique latine.

## Conscience ouvrière
Les prêtres au travail se sont placés dans le sillage d'une conscience de classe ou "conscience ouvrière" qui "a été pétrie d'une fierté de classe d'autant plus vivace qu'elle était bafouée, rentrée", selon Pierre Pierrard, à une époque où à gauche Boris Souvarine y rend hommage dans une œuvre visant à "affermir la conscience prolétarienne dans sa fierté de classe", contre "l'abandon des intérêts généraux du prolétariat au profit de coteries bureaucratiques". Plusieurs décennies plus tard, deux sociologues ont constaté que "l'alliance si particulière entre la classe ouvrière, portée et représentée par des militants, des délégués et des élus, et les intellectuels", propre à la France depuis Jaurès, venait de se défaire dans les vingt années précédentes.

## Les prêtres au travail dans les années 2000
Ils veulent apporter l’Évangile dans le monde du travail, en vivant avec les travailleurs, et en témoignant de leur vie.
Ils sont toujours prioritairement dans des métiers industriels, mais se sont également diversifiés dans les autres secteurs d’activité, d'où leur nom actuel de prêtres au travail. Le monde ouvrier ayant considérablement changé depuis les années 1940, certains prêtres au travail se mettent au service des chômeurs, des victimes de la précarité, ou encore des sans domicile fixe.
En 2020, d'après Témoignage chrétien, il reste encore environ trois cents prêtres au travail en France, dont une petite quinzaine encore en activité, dans l'éducation, le nettoyage, la logistique, la santé ou la maçonnerie. Après des décennies de rapports tendus avec le Vatican, beaucoup se retrouvent dans le discours du pape François, sa critique du cléricalisme et son invitation à « aller aux périphéries ».

## Chronologie
- 1927 : fondation de la JOC, en France.
- 1928 : fondation de la JOCF.
- 1933 : Madeleine Delbrel fonde une communauté de femmes laïques à Ivry-sur-Seine
- 1941 (juillet) : fondation du séminaire de la Mission de France. Louis Augros en est le supérieur.
- 1942 :

– Jacques Loew devient le premier prêtre en France à travailler comme ouvrier en tant que docker au port de Marseille ;
– Mgr Louis-Joseph Kerkhofs, évêque de Liège, autorise le travail en usine du premier prêtre ouvrier belge, Charles Boland.
- 1942 (octobre): ouverture du séminaire de la Mission de France à Lisieux.
- 1943 (juillet) : fondation de la Mission de Paris par le cardinal Emmanuel Suhard.
- 1943 (septembre) : parution du livre d’Yvan Daniel et d’Henri Godin, La France, pays de mission ?.
- 1943 (avril) : Monique Maunoury s’installe avec une équipe de femmes laïques dans la Zone à Ivry-sur-Seine, rue Barbès[19].
- 19 décembre 1943 au 15 janvier 1944 : session de départ de la Mission de Paris.
- 1944 (novembre) : premières équipes (femmes laïques) de la Mission de France féminine à Paris (XIIIe) et au Kremlin-Bicêtre.
- 1945 : parution du livre d’Henri Perrin, Journal d’un prêtre-ouvrier en Allemagne.
- 1949 : Un décret du Saint-Office frappe d’excommunication les communistes et leurs sympathisants.
- 1949 (mai) : mort du cardinal Emmanuel Suhard et première réunion nationale des prêtres-ouvriers.
- 1950 : des dominicaines des campagnes décident de sortir de leur couvent pour travailler comme ouvrières agricoles.
- 1950 (mars) : le Mouvement de la Paix lance l’appel de Stockholm. Les missionnaires au travail participent à la campagne de signatures.
- 1951 (4 février) : Henri Barreau, prêtre-ouvrier de la Mission de Paris, est élu au secrétariat de l’Union syndicale des travailleurs de la métallurgie de la Seine.
- 1952 : André Depierre participe au congrès de la Paix à Vienne. Louis Augros est démis de sa fonction.
- 1952 (28 mai) : manifestation contre le général Ridgway : deux prêtres-ouvriers sont arrêtés. Parution du livre de Gilbert Cesbron, Les saints vont en enfer.
- 1953 : fermeture du séminaire de la Mission de France. Rappel des prêtres-ouvriers à Marseille. Des prêtres-ouvriers critiquent le rôle de la CFTC pendant les grèves de l’été 1953.
- 1954 (février): « Manifeste des 73 », dénonçant le choix impossible auquel sont contraints les prêtres-ouvriers. Sanctions contre des dominicains dont le révérend père Chenu.
- 1954 (1er mars) : interdiction aux prêtres-ouvriers de travailler plus de trois heures par jour et d'exercer des responsabilités syndicales.
- 1955 : condamnation de La Quinzaine.
- 1957 : parution du livre de Madeleine Delbrel, Ville marxiste, terre de mission.
- 1959 : deuxième interdiction : aucun prêtre ne peut avoir un travail salarié. L’interdiction concerne aussi les prêtres de la Mission de la mer, embarqués à bord de navires.
- 1965 (octobre) : les prêtres sont autorisés à travailler.
- 1976 : il y a plus de 800 prêtres au travail en France.
- 2005 : les prêtres au travail, subissant eux aussi la crise des vocations, ne sont plus qu'environ 400 en France, dont seulement 80 ont encore une activité professionnelle[8].
- 2020 : 300 prêtres au travail dont une quinzaine en activité.

### Filmographie
- Sophie Barreau-Nicod, Insoumis. Mémoires de prêtres-ouvriers, mars 1995
- Maurice Failevic, Journal d'un prêtre ouvrier, 1976

### Littérature
- Gilbert Cesbron, Les saints vont en enfer, Paris, Laffont, 1952, 309 p.
- Pierre Hamp, Kilowatt La Peine des hommes, Paris, Plon, 1957, 425 p.